# Royal Duyvis Wiener

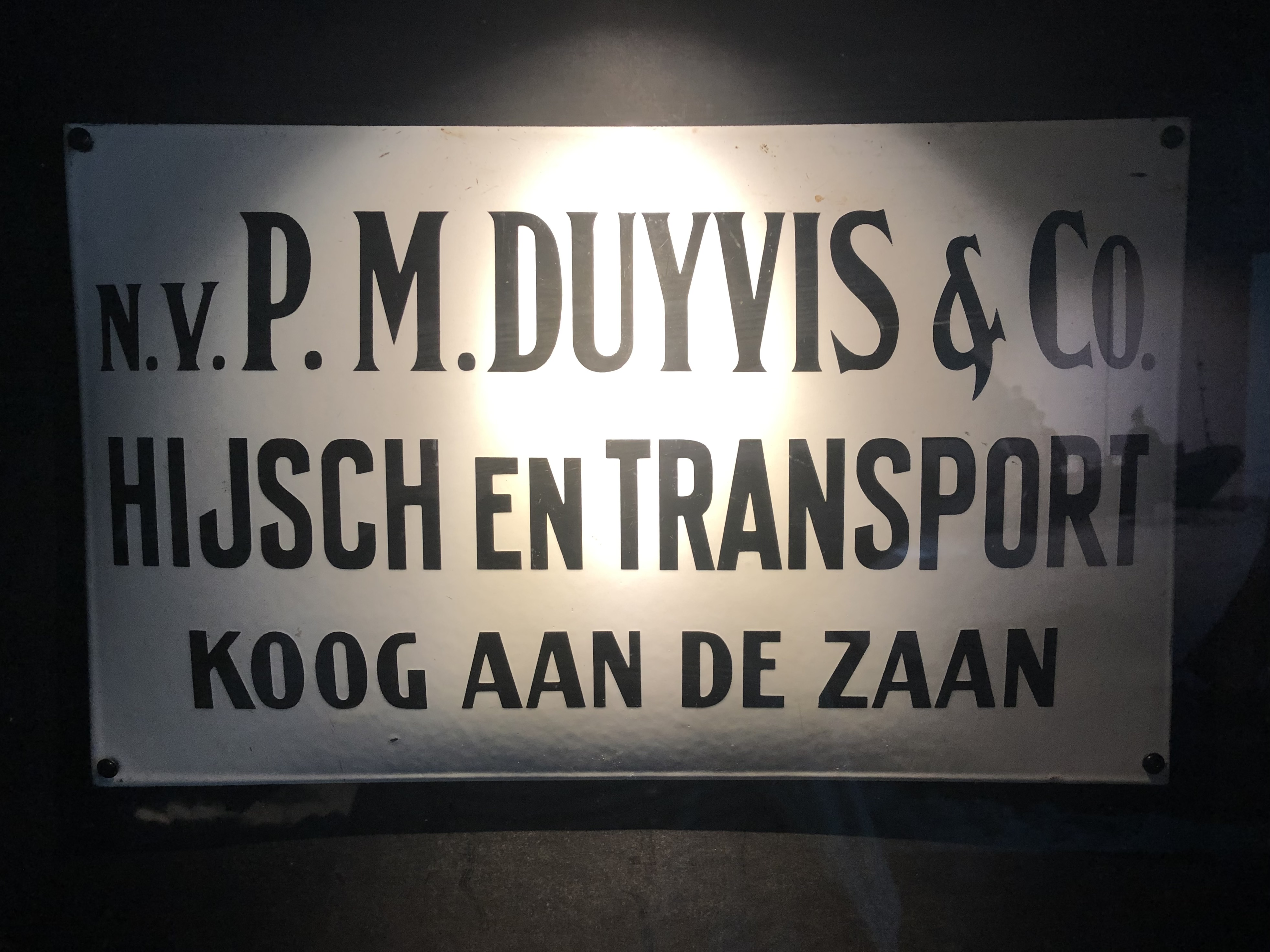
Oud naambord in het Molenmuseum in de Zaanse Schans

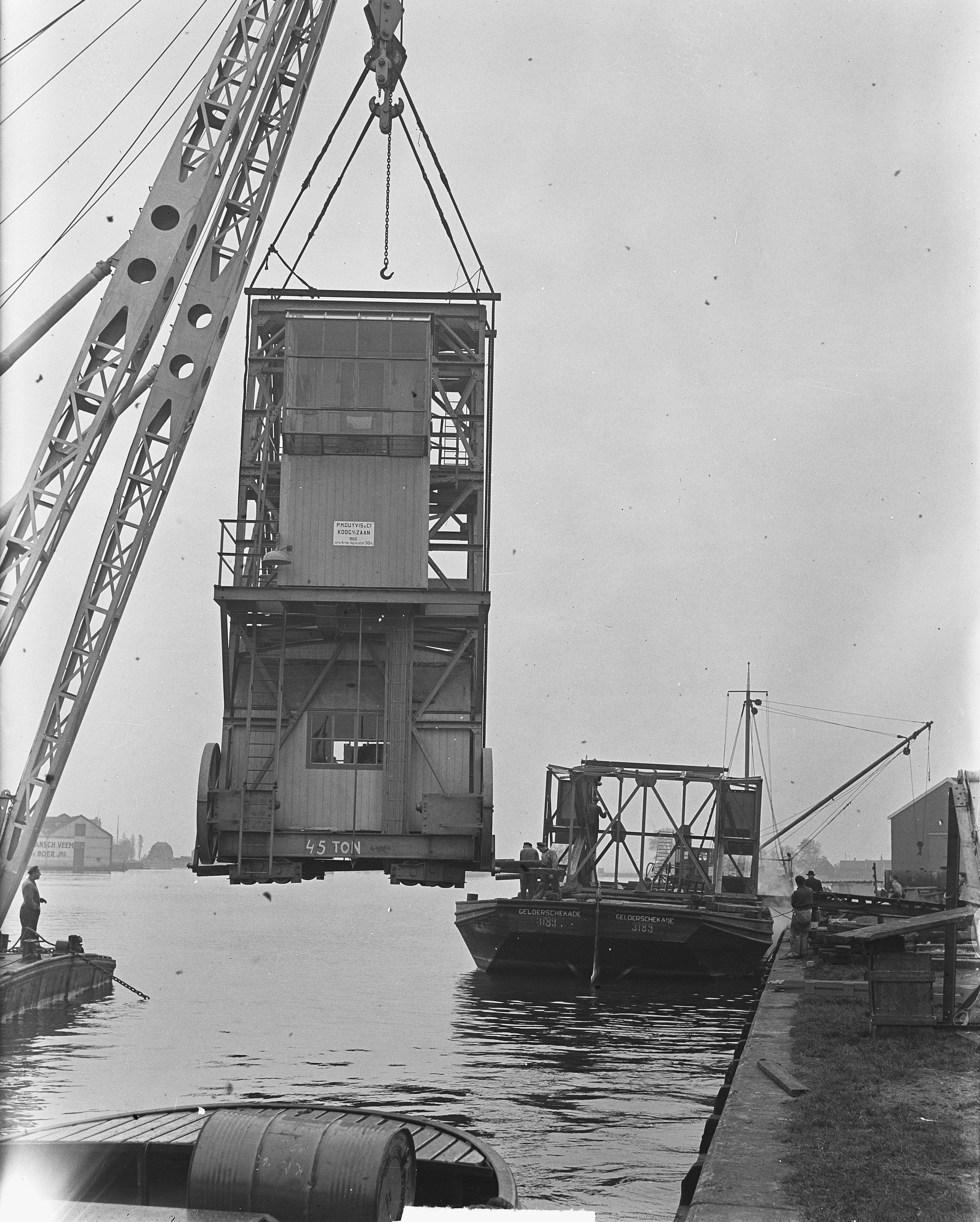
Machine van Duyvis in 1950

Royal Duyvis Wiener B.V. is een machinefabriek in  Koog aan de Zaan. Het bedrijf is gespecialiseerd in machines voor de voedingsmiddelenindustrie in het algemeen en de cacao- en chocolade-industrie in het bijzonder.. De fabriek bevindt zich aan de Schipperslaan nabij de zoutjesfabriek van Duyvis. De fabriek stamt uit 1885 en werd opgericht als Machinefabriek P.M. Duyvis. Er werken rond 2010 ongeveer 150 mensen.
Vanaf 6 april 2011 kreeg de machinefabriek een nieuwe naam, Royal Duyvis Wiener. De machinefabriek verwierf net als het oorspronkelijke moederbedrijf het predicaat koninklijk.